# Schizodon
Schizodon — рід харациноподібних риб родини Аностомові (Anostomidae). Його представники поширені в прісних водоймах Південної Америки.
Рід включає такі види:
- Schizodon altoparanae  Garavello & Britski, 1990 — басейн річки Парана (Бразилія, Парагвай); до 37,4 см загальної довжини;
- Schizodon australis  Garavello, 1994 — басейн річки Уругвай (південна Бразилія); до 33,4 см стандартної (без хвостового плавця) довжини;
- Schizodon borellii  (Boulenger, 1900) — басейн річки Парагвай (Аргентина, Уругвай, Парагвай, Бразилія, Болівія); до 40 см загальної довжини;
- Schizodon corti  Schultz, 1944 — басейн озера Маракайбо (Венесуела, Колумбія); до 40 см стандартної довжини;
- Schizodon dissimilis  (Garman, 1890) — басейни річок Піндаре (порт. Rio Pindaré) та Меарін (порт. Rio Mearim) на північному сході Бразилії; до 25,8 см стандартної довжини;
- Schizodon fasciatus  Spix & Agassiz, 1829 — басейн річки Амазонка (Колумбія, Перу, Болівія, Бразилія, Французька Гвіана); до 40 см загальної довжини;
- Schizodon intermedius  Garavello & Britski, 1990 — басейн верхньої Парани (Бразилія); до 28,7 см стандартної довжини;
- Schizodon isognathus  Kner, 1858 — басейн річки Парагвай (Болівія, Бразилія, Парагвай, Перу); до 35 см стандартної довжини;
- Schizodon jacuiensis  Bergmann, 1988 — басейн лагуни Патус (південно-східна Бразилія); до 34,8 см загальної довжини;
- Schizodon knerii  (Steindachner, 1875) — басейн верхньої Сан-Франсиску (північно-східна Бразилія); до 38,5 см стандартної довжини;
- Schizodon nasutus  Kner, 1858 — басейни верхніх Парагваю та Уругваю (Аргентина, Уругвай, Парагвай, Бразилія); до 43,5 см загальної довжини;
- Schizodon paucisquamis  Britski, Garavello & Ramirez, 2023 — басейни річок Арінос та Журуєна в бразильському штаті Мату-Гросу;
- Schizodon platae  (Garman, 1890) — басейн річок Ла-Плата та Уругвай (Аргентина, Парагвай, Уругвай, Бразилія);
- Schizodon rostratus  (Borodin, 1931) — басейн річки Парнаїба на півночі Бразилії;
- Schizodon scotorhabdotus  Sidlauskas, Garavello & Jellen, 2007 — басейн річки Ориноко (Колумбія, Венесуела); до 27,1 см стандартної довжини;
- Schizodon succinctus  Burmeister, 1861 — Аргентина;
- Schizodon trivittatus  Garavello, Ramirez, Oliveira, Britski, Birindelli & Galetti, 2021 — басейни річок Шінгу та Тапажос (Бразилія);
- Schizodon unimaculatus  Garavello, Britski, Oliveira & Melo, 2024 — нижня Сан-Франсиску (Бразилія); до 33,5 см стандартної довжини;
- Schizodon vittatus  (Valenciennes, 1850) — басейн річок Арагуая і Токантінс; до 35 см стандартної довжини.